# М-116
М-116 — советская малая подводная лодка серии XII, типа М — «Малютка», построенная в 1939—1941 годах в Горьком и Владивостоке. Служила в составе Тихоокеанского и Черноморского флотов до 1956 года.

## История строительства
М-116 была заложена 27 ноября 1939 года на заводе № 112 в Горьком под заводским номером 282, спущена на воду 31 декабря 1940 года, после чего по железной дороге доставлена на завод № 202 во Владивосток и повторно спущена на воду 7 мая 1941 года. До введения в строй М-116 входила в состав отдельного учебного дивизиона подводных лодок и базировалась на Владивосток. 15 октября того же года лодка была принята от промышленности, 25 октября вступила в строй, 7 ноября М-116 под командованием Зубарева Сергея Тимофеевича вошла в состав Тихоокеанского флота.

## История службы
М-116 была зачислена в 7-й дивизион 2-й бригады подводных лодок Тихоокеанского флота, базировалась на бухту Малый Улисс. Возможно, входила в состав 10-го дивизиона 3-й бригады подводных лодок, базировавшегося на Советскую Гавань.
С октября по декабрь 1942 года прошла гарантийный ремонт. В начале июля 1943 года в подводном положении ударилась о дно, получила повреждения, с 12 июля по 5 августа находилась в доке. В феврале-марте 1944 года экипаж М-116 в полном составе был направлен на Черноморский флот для замены экипажа однотипной М-111, который, в свою очередь, был направлен на Северный флот для формирования экипажа полученной от союзников подводной лодки В-4.
12 мая 1944 года подводная лодка М-116 была поднята на стенку завода № 202 для подготовки к отправке на Черноморский флот. 5 июня — 8 июля по железной дороге доставлена из Владивостока в Поти, в день прибытия была включена в состав Черноморского флота, зачислена в Отдельный учебный дивизион. 31 июля спущена на воду. 31 августа — 2 сентября совершила переход из Поти в Новороссийск.
27 сентября вошла в состав 4-го дивизиона 2-й бригады подводных лодок Черноморского флота с базированием на Балаклаву, в конце октября прибыла к месту базирования. В боевых действиях участия не принимала.
В декабре 1949 года подводные лодки М-115 и М-116 провели совместные учения под командованием командира дивизиона, капитана 3-го ранга Н. И. Смирнова.
К 1950 году была зачислена в состав 3-го дивизиона 2-й бригады подводных лодок с прежним местом базирования. 27 января 1951 года вошла в состав 151-й бригады подводных лодок.
17 июля 1953 года исключена из боевого состава, использовалась как плавучая зарядовая станция, 15 сентября переименована в ПЗС-19. 20 июня 1956 года исключена из списка плавсредств и отправлена в отдел фондового имущества для утилизации. Экипаж официально расформирован 1 октября 1956 года.

## Командиры
- май 1940 — октябрь 1943: старший лейтенант Сергей Тимофеевич Зубарев[1];
- ноябрь 1943 — февраль 1944: старший лейтенант И. Ф. Смирнов;
- февраль — март 1944: Максим Игнатьевич Хомяков — убыл на черноморскую М-111;
- март 1944 — октябрь 1945: старший лейтенант Евгений Матвеевич Сморчков;
- апрель 1948 — февраль 1949: В. Н. Циунель;
- 1949—1950: И. Д. Рязанов.